# Thessalia mirabilis
Thessalia mirabilis är en fjärilsart som beskrevs av Wright. Thessalia mirabilis ingår i släktet Thessalia och familjen praktfjärilar. Inga underarter finns listade i Catalogue of Life.